# نادي الشيطان الأحمر الرياضي
نادي الشيطان الأحمر الرياضي هي أكاديمية لفنون القتال المختلطة في سانت بطرسبرغ، روسيا، أسسها فاديم فينكلستين. وفي عام 2011، تم تغيير اسمها إلى ألكسندر نيفسكي أويمك.